# The Way I Feel (album de Sonny Rollins)
Albums de Sonny Rollins
Nucleus
(1975) Easy Living
(1977)
The Way I Feel est un album du saxophoniste ténor Sonny Rollins paru en 1976 sur le label Milestone.

## Réception
L'auteur et critique de jazz Scott Yanow considère cet enregistrement comme l'un des moins bon de Rollins dans les années 1970 et ajoute que cependant « il y a quelques moments intéressants (principalement dû au son de Rollins et à son jeu mélodique), mais aucun des sept morceaux modernes ne réussissent à attirer l'attention ».

## Titres
| N°     | Titre                    | Compositeur              | Durée |
| ------ | ------------------------ | ------------------------ | ----- |
| Face 1 |                          |                          |       |
| 1.     | Island Lady              | Sonny Rollins            | 5:51  |
| 2.     | Asfrantation Woogie      | Sonny Rollins            | 3:14  |
| 3.     | Love Reborn              | George Duke, Flora Purim | 5:13  |
| 4.     | Happy Feel               | Sonny Rollins            | 3:53  |
| Face 2 |                          |                          |       |
| 5.     | Shout It Out             | Patrice Rushen           | 5:45  |
| 6.     | The Way I Feel About You | George Duke              | 5:34  |
| 7.     | Charm Baby               | Sonny Rollins            | 7:25  |

## Enregistrement
Les morceaux sont enregistrés en aout et octobre 1976 au Fantasy Studios à Berkeley (Californie). Des enregistrements et remix supplémentaires sont également réalisés en octobre 1976 par l'ingénieur Larry Miles au Total Experience Recording Studios.
| Musicien         | Instrument                        | Titre    |  | Équipe technique  |                      |
| ---------------- | --------------------------------- | -------- |  | ----------------- | -------------------- |
| Sonny Rollins    | saxophone ténor                   | 1-7      |  | Orrin Keepnews    | producteur           |
| Patrice Rushen   | piano, synthesizer                | 1-7      |  | Wade Marcus       | arrangement          |
| Lee Ritenour     | guitare                           | 1-7      |  | Eddie Bill Harris | ingénieur            |
| Bill Summers     | congas, percussions               | 1-7      |  | Phil De Lancie    | remastering (1991)   |
| Billy Cobham     | batterie                          | 1-7      |  | Phil Carroll      | direction artistique |
| Oscar Brashear   | trompette                         | 1-2, 4-6 |  | Phil Bray         | photographie         |
| Gene Coe         | trompette                         | 1-2, 4-6 |  |                   |                      |
| Chuck Findley    | trompette                         | 1-2, 4-6 |  |                   |                      |
| Alex Blake       | guitare basse                     | 3, 6-7   |  |                   |                      |
| Charles Meeks    | guitare basse                     | 1-2, 4-6 |  |                   |                      |
| George Bohanon   | trombone                          | 1-2, 4-6 |  |                   |                      |
| Lew McCreary     | trombone                          | 1-2, 4-6 |  |                   |                      |
| Alan Robinson    | cor d'harmonie                    | 1-2, 4-6 |  |                   |                      |
| Marilyn Robinson | cor d'harmonie                    | 1-2, 4-6 |  |                   |                      |
| Don Waldrop      | tuba                              | 1-2, 4-6 |  |                   |                      |
| Bill Green       | piccolo, flute, saxophone soprano | 1-2, 4-6 |  |                   |                      |